# Dipartimento di Rawson (San Juan)
Rawson è un dipartimento argentino, situato nella parte centro-meridionale della provincia di San Juan, con capoluogo Villa Krause.
Fondato il 4 settembre 1942, esso confina a nord con i dipartimenti di Santa Lucía, Rivadavia e Capital; a est con quello di Pocito, a sud con il dipartimento di Sarmiento, e a ovest con quelli di Nueve de Julio e Veinticinco de Mayo.
Secondo il censimento del 2001, su un territorio di 300 km², la popolazione ammontava a 107.740 abitanti.
Dal punto di vista amministrativo, il dipartimento consta di un unico municipio, che copre tutto il territorio dipartimentale, suddiviso in diverse localidades (distretti municipali):
- El Medanito
- Villa Bolaños
- Villa Krause, sede municipale